# جک لندن (فیلم)
جک لندن (انگلیسی: Jack London) فیلمی به کارگردانی آلفرد سانتل است که در سال ۱۹۴۳ منتشر شد.

## بازیگران
- مایکل اوشی
- سوزان هیوارد
- ویرجینیا میو
- هری دونپورت
- اولین هولند
- رالف مورگن
- رجیس تومی
- لوئیز بیورز
- ادوارد اِرل
- والیس کلارک